# Porter Creek Nord
Pour les articles homonymes, voir Porter, Creek et Nord.
Circonscription électorale territoriale du Canada
Porter Creek Nord est une circonscription électorale territoriale du Yukon au (Canada).
L'actuelle députée territoriale est Geraldine Van Bibber du Parti du Yukon.

## Liste des députés
La circonscription est composée de parties de Whitehorse Porter Creek East.
|  | 1978 - 1982 | Daniel Lang (en) | Progressiste-Conservateur |
|  | 1982 - 1985 | Daniel Lang (en) | Progressiste-Conservateur |
|  | 1985 - 1989 | Daniel Lang (en) | Progressiste-Conservateur |
|  | 1989 - 1992 | Daniel Lang (en) | Progressiste-Conservateur |

La circonscription adopta son nom actuel en 1992.
|  | 1992 - 1996     | John Ostashek        | Parti du Yukon |
|  | 1996 - 2000     | John Ostashek        | Parti du Yukon |
|  | 2000 - 2002     | Don Roberts (en)     | Libéraux       |
|  | 2000 - 2002     | Don Roberts (en)     | Indépendant    |
|  | 2002 - 2006     | Jim Kenyon           | Parti du Yukon |
|  | 2006 - 2011     | Jim Kenyon           | Parti du Yukon |
|  | 2011 - 2016     | Doug Graham          | Parti du Yukon |
|  | 2016 - 2021     | Geraldine Van Bibber | Parti du Yukon |
|  | 2021 - en cours | Geraldine Van Bibber | Parti du Yukon |

Légende : Le nom en gras signifie que la personne a été chef d'un parti politique.

## Résultats des Élections
| Élection générale yukonnaise de 2011 | Élection générale yukonnaise de 2011 | Élection générale yukonnaise de 2011 | Élection générale yukonnaise de 2011 |
| Candidat                             | Candidat                             | Parti                                | # de voix                            |
| ------------------------------------ | ------------------------------------ | ------------------------------------ | ------------------------------------ |
|                                      | Doug Graham                          | Parti du Yukon                       | 400                                  |
|                                      | Mike Tribes                          | Néo-Démocrate                        | 253                                  |
|                                      | Dawn Beauchemin                      | Libéraux                             | 82                                   |
|                                      | Mike Ivens (en)                      | Verteur                              | 69                                   |
| Total                                | Total                                | Total                                | 804                                  |